# Варгаигай
Варгаигай (уст. Варка-Игай) — река в России, протекает по Каргасокскому району Томской области, Новосибирской области. Устье реки находится в 30 км по левому берегу реки Лонтынъях. Длина реки составляет 13 км.

## Данные водного реестра
По данным государственного водного реестра России относится к Верхнеобскому бассейновому округу, водохозяйственный участок реки — Васюган, речной подбассейн реки — Васюган. Речной бассейн реки — (Верхняя) Обь до впадения Иртыша.
Код объекта в государственном водном реестре — 13010800112115200030850.